# 블랑셰 브르누아

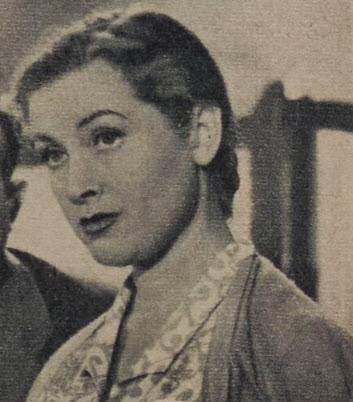

블랑셰 브르누아(Blanche Bilhaud, 1915년 10월 5일 ~ 2005년 4월 3일)는 프랑스의 영화배우, 텔레비전 배우, 배우이다.
파리 14구에서 태어났으며 마노스크에서 사망하였다.

## 영화
- 영원과 욕설에 대한 논고 (1951년)
- 항구의 마리 (1950년)
- 볼로뉴 숲의 여인들 (1945년)
- 여인숙에서 생긴 일 (1943년)
- 야수 인간 (1938년)
- La Chaste Suzanne (1937년)